# Przeznaczenie Adhary
Przeznaczenie Adhary – włoska powieść high fantasy dla młodzieży autorstwa Lici Troisi. Została wydana po raz pierwszy w 2008. W Polsce ukazała się w 2011 nakładem Wydawnictwa Videograf II. Książka jest pierwszym tomem trylogii Legendy Świata Wynurzonego. Jak pozostałe powieści autorki, jej akcja rozgrywa się w Świecie Wynurzonym. Przeznaczenie Adhary opowiada historię dziewczynki, która budzi się, nie pamiętając kim jest. Wkrótce odkrywa, że świat, który zamieszkuje toczy zaraza.

## Fabuła
Na łące w lesie, w Krainie Wiatru, przebudza się dziewczynka. Ma przy sobie tylko sztylet. Nie pamięta kim jest, ani w jaki sposób się tam znalazła. Zaczyna wędrować, poruszając się wzdłuż strumienia. Po pewnym czasie trafia do Salazaru, głównego miasta krainy. Tam zostaje zaatakowana przez dwóch oprychów. Z opresji ratuje ją Amhal, jeździec smoka. Młody wojownik zaczyna opiekować się dziewczyną: nazywa ją Adharą, kupuje jej ubranie i zapewnia strawę. Wkrótce proponuje uratowanej, aby towarzyszyła mu w podróży do miasta Laodamea znajdującego się w Krainie Wody. Adhara zgadza się i od tej pory Amhal nazywa ją swoim giermkiem. Młodzi ludzie zaczynają podróż na grzbiecie smoczycy, Jamili. Gdy lądują w Krainie Wody aby odpocząć trafiają na osadę, w której panuje kwarantanna: jej mieszkańcy są chorzy na coś, czego nie da się wyleczyć. Wkrótce docierają do celu podróży, gdzie informują o zarazie i zostają zbadani przez kapłana. Ten informuje Amhal, że jej granatowe włosy (typowe dla rasy pół-elfów, która wyginęła około stu lat temu) oraz dwubarwne tęczówki są dziełem magii.  

## Świat przedstawiony
Akcja powieści rozgrywa się w Świecie Wynurzonym, uniwersum składającego się z krain, których nazwy sugerują ich charakter (np. Kraina Wody, Kraina Wiatru, Kraina Słońca itd.). Przeznaczenie Adhary rozpoczyna się w Krainie Wiatru, której znakiem charakterystycznym jest miasto Salazar: w jego centrum znajduje się olbrzymia wieża mieszkalna, widoczna już z daleka. Następnie fabuła przenosi się do Krainy Wody, zamieszkiwanej przez ludzi oraz nimfy, myślące istoty w których żyłach płynie woda źródlana.
Historia opowiedziana w Przeznaczeniu Adhary rozgrywa się około stu lat po pokonaniu Tyrana, co oznacza, że Legendy Świata Wynurzonego są kontynuacją Kronik Świata Wynurzonego i Wojen Świata Wynurzonego tej samej autorki. 

## Bohaterowie
- Adhara – główna bohaterka, nie znająca swojego pochodzenia. Prawdopodobnie w jej żyłach płynie krew nimfy. Adhara ma heterochromię i granatowe włosy.
- Amhal – młody smoczy jeździec, dosiadający Jamilię.
- Jamilia – smoczyca należąca do Amhala.
- Learchos – król Krainy Słońca
- Dubhe – królowa Krainy Słońca. Założyła w niej pierwszą w Świecie Wynurzonym siatkę szpiegowską.